# Myrmeleonostenus wangi
Myrmeleonostenus wangi là một loài tò vò trong họ Ichneumonidae.